# Mistrovství Evropy v basketbalu žen 1970
12. mistrovství Evropy v basketbalu žen proběhlo v dnech 11. – 19. září v nizozemských městech Rotterdam a Leeuwarden.
Turnaje se zúčastnilo 12 týmů, rozdělených do dvou šestičlenných skupin, z nichž první dva týmy postoupili do bojů o medaile. Týmy, které v základních skupinách skončily na třetím až šestém místě, hrály o umístění. Mistrem Evropy se stalo družstvo Sovětského svazu.

## Výsledky a tabulky

### Skupina A
|    |            | URS   | FRA   | POL   | NED   | HUN   | ITA   | V | P | Skóre   | B  |
| 1. | SSSR       | ***   | 77:41 | 96:53 | 92:44 | 94:33 | 89:32 | 5 | 0 | 448:203 | 10 |
| 2. | Francie    | 41:77 | ***   | 68:67 | 69:50 | 54:49 | 63:58 | 4 | 1 | 295:301 | 9  |
| 3. | Polsko     | 53:96 | 67:68 | ***   | 65:48 | 55:53 | 63:48 | 3 | 2 | 303:313 | 8  |
| 4. | Nizozemsko | 44:92 | 50:69 | 48:65 | ***   | 60:58 | 75:49 | 2 | 3 | 277:333 | 7  |
| 5. | Maďarsko   | 33:94 | 49:54 | 53:55 | 58:60 | ***   | 75:44 | 1 | 4 | 268:307 | 6  |
| 6. | Itálie     | 32:89 | 58:63 | 48:63 | 49:75 | 44:75 | ***   | 0 | 5 | 231:365 | 5  |

 Francie -  Polsko 68:67 (34:36)
11. září 1970 - Rotterdam
 SSSR -  Itálie 89:32 (37:13)
11. září 1970 - Rotterdam
 Nizozemsko -  Maďarsko 60:58 (24:31)
11. září 1970 - Rotterdam
 Polsko -  Maďarsko 55:53 (28:32)
12. září 1970 - Rotterdam
 SSSR -  Nizozemsko 92:44 (43:23)
12. září 1970 - Rotterdam
 Francie -  Itálie 63:58 (36:34)
12. září 1970 - Rotterdam
 Francie -  Nizozemsko 69:50 (37:25)
13. září 1970 - Rotterdam
 Polsko -  Itálie 63:48 (34:19)
13. září 1970 - Rotterdam
 SSSR -  Maďarsko 94:33 (39:18)
13. září 1970 - Rotterdam
 SSSR -  Francie 77:41 (34:11)
14. září 1970 - Rotterdam
 Polsko -  Nizozemsko 65:48 (31:28)
14. září 1970 - Rotterdam
 Maďarsko -  Itálie 75:44 (38:19)
14. září 1970 - Rotterdam
 Francie -  Maďarsko 54:49 (33:24)
15. září 1970 - Rotterdam
 Nizozemsko -  Itálie 75:49 (34:25)
15. září 1970 - Rotterdam
 SSSR -  Polsko 96:53 (47:30)
15. září 1970 - Rotterdam

### Skupina B
|    |            | BUL    | YUG    | TCH    | ROM   | AUT   | BEL    | V | P | Skóre   | B  |
| 1. | Bulharsko  | ***    | 94:87p | 77:74  | 72:52 | 76:59 | 84:47  | 5 | 0 | 403:319 | 10 |
| 2. | Jugoslávie | 87:94p | ***    | 73:71p | 88:77 | 79:38 | 115:56 | 4 | 1 | 442:336 | 9  |
| 3. | ČSSR       | 74:77  | 71:73p | ***    | 67:66 | 77:43 | 105:57 | 3 | 2 | 394:316 | 8  |
| 4. | Rumunsko   | 52:72  | 77:88  | 66:67  | ***   | 86:45 | 93:75  | 2 | 3 | 374:347 | 7  |
| 5. | Rakousko   | 59:76  | 38:79  | 43:77  | 45:86 | ***   | 66:51  | 1 | 4 | 251:369 | 6  |
| 6. | Belgie     | 47:84  | 56:115 | 57:105 | 75:93 | 51:66 | ***    | 0 | 5 | 286:463 | 5  |

 Jugoslávie -  Belgie 115:56 (44:33)
11. září 1970 - Leewarden
 Rumunsko -  Rakousko 86:45 (35:21)
11. září 1970 - Leewarden
 Bulharsko -  ČSSR 77:74 (39:37)
11. září 1970 - Leewarden
 Bulharsko -  Rakousko 76:59 (34:32)
12. září 1970 - Leewarden
 ČSSR - Belgie 105:57 (52:24)
12. září 1970 - Leewarden
 Jugoslávie -  Rumunsko 88:77 (39:31)
12. září 1970 - Leewarden
 Jugoslávie -  Rakousko 79:38 (47:20)
13. září 1970 - Leewarden
 Bulharsko -  Belgie 84:47 (37:27)
13. září 1970 - Leewarden
 ČSSR -  Rumunsko 67:66 (41:35)
13. září 1970 - Leewarden
 Rumunsko -  Belgie 93:75 (49:33)
14. září 1970 - Leewarden
 ČSSR -  Rakousko 77:43 (32:19)
14. září 1970 - Leewarden
 Bulharsko -  Jugoslávie 94:87pp (33:44, 81:81)
14. září 1970 - Leewarden
 Rakousko -  Belgie 66:51 (39:26)
15. září 1970 - Leewarden
 Bulharsko -  Rumunsko 72:52 (28:32)
15. září 1970 - Leewarden
 Jugoslávie -  ČSSR 73:71pp (30:33, 65:65)
15. září 1970 - Leewarden

### Semifinále
SSSR -  Jugoslávie 116:49 (64:30)
18. září 1970 (19:30) - Rotterdam
 Francie -  Bulharsko 69:64 (34:35)
18. září 1970 (21:15) - Rotterdam

### Finále
SSSR -  Francie 94:33 (46:16)
19. září 1970 (21:15) - Rotterdam

### O 3. místo
Jugoslávie -  Bulharsko 77:66 (38:37)
19. září 1970 (19:30) - Rotterdam

### O 5. - 8. místo
Polsko -  Rumunsko 67:53 (34:29)
18. září 1970 (14:00) - Rotterdam
 ČSSR -  Nizozemsko 62:50 (36:26)
18. září 1970 (15:45) - Rotterdam

### O 5. místo
ČSSR  Polsko 63:62 (31:40)
19. září 1970 (15:45) - Rotterdam

### O 7. místo
Nizozemsko -  Rumunsko 69:59 (29:29)
19. září 1970 (14:00) - Rotterdam

### O 9. - 12. místo
Itálie -  Rakousko 67:54 (29:24)
18. září 1970 (11:45) - Rotterdam
 Maďarsko -  Belgie 76:45 (39:26)
18. září 1970 (10:00) - Rotterdam

### O 9. místo
Itálie -  Maďarsko 60:59 (22:29)
19. září 1970 (11:45) - Rotterdam

### O 11. místo
Rakousko -  Belgie 60:59 (30:31)
19. září 1970 (10:00) - Rotterdam

## Soupisky
1.  SSSR
| - Ljudmila Basarevičová - Neli Bilmajerová - Ljudmila Bubsikovová - Zinaida Černikovová | - Viktoria Dimitrijevová - Lidija Gusevová - Taťjana Kabajevová - Ljudmila Krestjaninová | - Ljudmila Sekovová - Uljana Semjonovová - Galina Voroninaová - Naděžda Sacharovová |

2.  Francie
| - Jacky Chazalonová - Jacqueline Delachet - Madeleine D'Engremont - Christine Dulac | - Irene Guidotti - Genevieve Guinchard - Francoise Hemeryck - Janine Martin | - Colette Passemard - Danielle Peter - Elisabeth Riffiod - Marie-Michele Vallon |

3.  Jugoslávie
| - Ankica Basičová - Irena Galová - Branka Jovanovičová - Mirjana Maksimovičová | - Ruzica Meglajová - Nada Miletičová - Stanka Stošičová - Slavojka Tausanová | - Ana Totová - Maria Vegerová - Snesana Zoríčová |

## Konečné pořadí
| Pořadí           | Tým        | Z | V | P | Skóre   | B  |
| ---------------- | ---------- | - | - | - | ------- | -- |
| Zlatá medaile    | SSSR       | 7 | 7 | 0 | 658:285 | 14 |
| Stříbrná medaile | Francie    | 7 | 5 | 2 | 397:459 | 12 |
| Bronzová medaile | Jugoslávie | 7 | 5 | 2 | 568:518 | 12 |
| 4.               | Bulharsko  | 7 | 5 | 2 | 533:465 | 12 |
| 5.               | ČSSR       | 7 | 5 | 2 | 519:428 | 11 |
| 6.               | Polsko     | 7 | 3 | 4 | 432:429 | 10 |
| 7.               | Nizozemsko | 7 | 3 | 4 | 396:464 | 10 |
| 8.               | Rumunsko   | 7 | 2 | 5 | 486:483 | 9  |
| 9.               | Itálie     | 7 | 2 | 5 | 358:478 | 9  |
| 10.              | Maďarsko   | 7 | 2 | 5 | 403:412 | 9  |
| 11.              | Rakousko   | 7 | 2 | 5 | 365:465 | 9  |
| 12.              | Belgie     | 0 | 0 | 7 | 390:599 | 7  |